# Sekulær buddhisme
Sekulær buddhisme er en retning indenfor vestlig buddhisme, som er skeptisk overfor de mere religiøse aspekter af den traditionelle buddhisme ikke mindst karma og reinkarnation. Ifølge sekulær buddhisme er karma og reinkarnation forestillinger, som den traditionelle buddhisme har overtaget fra den kosmologi, som fandtes på den tid, buddhismen blev skabt, men vedrører ikke det, som er særligt for den buddhistiske lære. I sekulær buddhisme er det vigtigste begreb dukkha – lidelse – og fokus er på dette liv. Nirvana er i sekulær buddhisme en måde at være til stede på i dette liv, hvor man har overvundet lidelsen. Ifølge sekulær buddhisme er der ikke noget i den buddhistiske lære, der er i modstrid med moderne videnskab og livssyn.
Centrale skikkelser i sekulær buddhisme er de amerikanske forfattere Stephen Batchelor og David R. Loy.